# A Shiki epizódjainak listája
Ez a lista Fudzsiszaki Rjú Shiki című mangasorozata alapján készült animesorozat epizódjait sorolja fel. A Shiki mangasorozatot Fudzsiszaki Rjú alkotta meg Ono Fujumi azonos című regénysorozata alapján. A manga animeadaptációját 2009 decemberében jelentették be a hivatalos oldal elindulásával. Az Aniplex volt felelős a gyártás irányításáért és a forgalmazásáért, míg az animációs munkát a Daume stúdió végezte Amino Tecuró rendezésében. A zenét Takanasi Jaszuharu szerezte, a szereplőket Ocsi Sindzsi tervezte. Az anime szinkronstábjában a híres Gackt is szerepet kapott.
Az animesorozat 22 epizódon át futott a Fuji TV noitaminA műsorblokkjában 2010. július 8. és 2010. december 30. között. Két ráadás epizód is készült, amelyek OVA formátumban voltak elérhetőek a DVD- és Blu-ray-kiadásban. A ráadás epizódok a 20. és 21. epizódhoz kapcsolódnak, így a 20,5 és 21,5 számozás kapták és a címük is azonos maradt a „to han” kiegészítést leszámítva. Minden epizód címe egy onjomi olvasatú homofónia, ami az epizód sorszámából és egy halálhoz vagy a fizikai test bomlásához kapcsolható kifejezésből áll.
A sorozatban két nyitó- és két zárótéma hallható. Az első nyitódal a Buck-Tick együttes Kucsizuke (くちづけ; Hepburn: Kuchizuke) című dala, míg az első záródal a Walk no jakuszoku (walkの約束; Hepburn: Walk no yakusoku) Nangitól. Mindkét dal az 1-től a 11. epizódig hallható. A második nyitódal a Kanon × Kanon Calendula Requiem című száma, míg a második záródal, a Gekka reidzsin (月下麗人; Hepburn: Gekka reijin) a Buck-Ticktől. E két dal a fennmaradó tizenegy rész alatt és a két ráadásepizódban hallható.
Észak-Amerikában az anime forgalmazási jogait a Funimation Entertainment szerezte meg és a japán vetítéssel együtt online videó portálján keresztül mutatta be, majd 2012. május 29-én DVD-n és Blu-rayen is kiadta.

## Epizódlista
| # | Epizód címe | Első japán sugárzás    |
| --- | --- | ---------------------- |
| 1 | Első vér Dai icsi va (第遺血話; Hepburn: Dai ichi wa)                                                                     | 2010. július 8.        |
| Egy forró nyáron a csendes Szotoba falujában bizarr halálesetek történnek. A falu egy elszigetelt részében, Jamairiban élő három idős ember holttestére Muroi Szeisin, egy helyi szerzetes bukkan, aki falu orvosának, Ozaki Tosiónak a legjobb barátja. Még a vizsgálat folyamatban van, amikor a falu határában álló elhagyatott kastélyba új lakók, a Kirisiki család érkezik az éjszaka közepén. Simizu Megumi, egy középiskolás lány, aki Tanaka Kaori barátja, folyamatosan kudarcot vall, hogy összebarátkozzon Júki Nacunóval, egy fiúval, aki hozzá hasonlóan gyűlöli a falut és városi élet szeretne. Gyakran settenkedik Nacuno háza körül, amivel csak ront helyzetén. Miután Megumi Kaoritól megtudja az új lakók érkezését, felmegy a kastélyba, hogy találkozzon a Kirisiki családdal, azonban ezután eltűnik. A falusiak a keresésére indulnak és az erdőben eszméletlenül fekve találnak rá. Tosio megvizsgálja a lányt és megállapítja, hogy rovarcsípés miatt vérszegénysége van. Néhány napra rá azonban Megumi meghal, sokkolva családját és barátait. | |                        |
| 2 | Második romlás Dai futa (ni) va (第腐堕話; Hepburn: Dai futa (ni) wa)                                                     | 2010. július 16.       |
| Tosiót megdöbbenti, hogy Megumi vérszegénységbe halt bele, ezért kéri a szülőket, hogy elvégezhesse a boncolást, de az apa ezt nem engedélyezi. Míg Nacuno Megumi temetésére tart, találkozik Kunihiro Ricukóval, az egyik nővérrel, aki Tosio klinikáján dolgozik. A temetés előtt Kaori – miután kifejezte tiszteletét – megkísérli átadni Nacunónak Magumi üdvözlőlapját, de ő visszautasítja, mondván, hogy nem áll közel hozzá, így nem fogadhatja el. Eközben Tosio és munkatársai arra következtetnek, hogy Megumi egy ritka típusú vérszegénységbe halt bele, de a halál oka továbbra is ismeretlen marad. Több halálesetről értesítik Tosiót, a legutóbbi áldozat pedig orvoshoz sem volt hajlandó fordulni. Tosio és Szeisin felkeresik a körzeti tanácsost Isidát, aki elmondja, hogy tíz ember halt meg rejtélyes okok között Szotobában és a szomszéd faluban, Mizobében szokatlanul rövid idő alatt. Tosio felveti a járvány lehetőségét, így Szeisin és Isida minden tőlük telhetőt megtesznek, hogy információt szerezzenek anélkül, hogy pánikba ejtenék a lakosságot. Tosio megesküszik rá, hogy kideríti az okokat és megmenti a falut. Nacunót eközben hirtelen nyugtalanság fogja el és bezárja az ablakot, mint korábban mindig, amikor Megumi leskelődött a bokrok mögül. Ettől azonban nem nyugszik meg, mert úgy érzi, hogy egy szempár figyeli őt kívülről. | |                        |
| 3 | Harmadik tragédia Dai szan va (第惨話; Hepburn: Dai san wa)                                                               | 2010. július 22.       |
| Szeisin új regényén, a Shikin dolgozik, amely az élőhalottakról szól. Nacuno iskolába tart és találkozik legjobb barátjával, Mutó Tóruval és Ricukóval. Felveszik Nacunót és Mizobébe mennek, ahol találkoznak Mutó Tamocuval és egy osztálytárssal, Muraszako Maszaóval, aki ki nem állhatja Nacunót. Maszaónak meglehetősen elhidegült kapcsolata van a családjával. Nacuno visszaemlékszik, hogy mikor a faluba költöztek nem akart senkivel sem kapcsolatot létesíteni addig, amíg nem találkozott Tóruval. Eközben Tosio még mindig nem találja a vérszegénységgel sújtott áldozatok betegségének okát. Gyermekkori barátja, Jaszumori Mikijaszu feleségét, Naót viszi hozzá, akinek állapota folyamatosan romlik. Tosio kikérdezi Mikijaszut, hogy a munkavállalók vagy az ügyfelek között volt-e, aki betegnek tűnt vagy furcsán viselkedett. Mikijaszu elmondja, hogy a családja találkozott a Kirisiki házaspárral néhány nappal ezelőtt és volt valami nem evilági bennük. Szeisin találkozik Kirisiki Szunakóval, aki elmondja, hogy rajongója a történeteinek és utal rá, hogy tud múltbéli öngyilkossági kísérletéről. Következő nap Nao belehal betegségébe. Maszao érkezik Tóru házához, hogy közölje vele a halálhírt, de látja, hogy Nacuno is ott tartózkodik. Majdnem verekedés tör ki kettejük közt, de Tóru megfékezi Maszaót. Ezután Nacuno hirtelen ágynak dől, Tóru pedig kimegy egy üdítőért. Összefut Tacumival, aki a Kirisiki család szolgálója. Tóru invitálja egy látogatásra Tacumit, ő pedig vészjóslóan közli, hogy hamarosan mindenképp beugrik hozzá. | |                        |
| 4 | Negyedik végzet Dai si (jon) va (第死話; Hepburn: Dai shi (yon) wa)                                                       | 2010. július 29.       |
| Nacunót minden este gyötri, hogy úgy érzi, egy szempár bámul rá az ablakon keresztül. Ricuko megtudja egy falusitól, hogy a helyi rendőr, Takami meghalt, miközben a családja hirtelen, búcsúzás nélkül, ráadásul az éjszaka közepén költözött el a faluból. Helyét egy másik körzeti megbízott, a vészjósló kinézetű Szaszaki veszi át. Ricukónak eszébe jut, hogy egy másik család is ugyanígy költözött el, amikor az egyik hozzátartozó meghalt, és ugyanazt a költöztető céget alkalmazták. Tosiót Mikijaszu fia, Szuszumu újraélesztéséhez hívják. Észreveszi, hogy a Mikijaszu szintén a betegség korai tüneteit mutatja. Tosio elmondja Szeisinnek a telefonon keresztül, hogy Szuszumu ugyanúgy vérszegénységben szenved, mint a többi áldozat. Sajnos, mind az apa, mind a fia állapota túl késői, hogy meg lehessen menteni az életüket. Nacunót tovább gyötrik a hallucinációk és rémálmok, melyekben Megumi alakja tűnik fel vöröslő szemekkel az ablaka előtt. Szeisin az erdőben barangol és találkozik Szunakóval, aki szintén kiment sétálni. Szunako elmondja neki, hogy egy betegségben szenved, ami miatt nagyon veszélyes, ha ki van téve a napsugárzásnak. Szeishin szomorú régi ismerősei elvesztése miatt, Szunako hozzáteszi, hogy a halál mindenki számára ugyanolyan kegyetlen, a mindennapi dolgok pedig addig fontosak míg élünk. Tosio összehívja a kórház személyzetét és bejelenti, hogy tizenkilencen haltak meg szeptember 10-e óta, és Mikijaszu a legújabb áldozat. Megvitatják a lehetséges okokat és egy jelentést terveznek küldeni az Állami Egészségügyi Minisztériumnak. Nacuno látomásai miatt alváshiánnyal küszködik, ezért kéri Tórut, hogy nála alhasson. Éjjel Nacuno érzékeli Megumi és Tacumi jelenlétét, és rájön, hogy ez nem egy rémálom. Mindketten megjelennek a szobában, Megumi féltékeny Tóru jelenléte, mert közelebb áll Nacunóhoz, mint ő, és arra készül, hogy megharapja, közben Nacuno képtelen megmozdulni. | |                        |
| 5 | Ötödik becsapás Dai icu (go) va (第偽話; Hepburn: Dai itsu (go) wa)                                                       | 2010. augusztus 5.     |
| | |                        |
| 6 | Hatodik koponya Dai roku va (第髏苦話; Hepburn: Dai roku wa)                                                              | 2010. augusztus 12.    |
| | |                        |
| 7 | Hetedik gyilkos szellem Dai sicsi va (第弑魑話; Hepburn: Dai shichi wa)                                                   | 2010. augusztus 19.    |
| | |                        |
| 8 | Nyolcadik éj Dai ja (hacsi) va (第夜話; Hepburn: Dai ya (hachi) wa)                                                       | 2010. augusztus 26.    |
| | |                        |
| 9 | Kilencedik koporsó Dai kjú va (第柩話; Hepburn: Dai kyū wa)                                                               | 2010. szeptember 2.    |
| | |                        |
| 10 | Tizedik gyász Dai tó (dzsú) va (第悼話; Hepburn: Dai tō (jū) wa)                                                          | 2010. szeptember 9.    |
| | |                        |
| 11 | Tizenegyedik mészárlás Dai tó to hito (dzsúicsi) va (第悼と悲屠話; Hepburn: Dai tō to hito (jūichi) wa)                   | 2010. szeptember 16.   |
| | |                        |
| 12 | Tizenkettedik romlás Dai tó to futa (dzsúni) va (第悼と腐堕話; Hepburn: Dai tō to futa (jūni) wa)                         | 2010. október 14.      |
| | |                        |
| 13 | Tizenharmadik tragédia Dai tó to szan (dzsúszan) va (第悼と惨話; Hepburn: Dai tō to san (jūsan) wa)                       | 2010. október 28.      |
| | |                        |
| 14 | Tizennegyedik halál Dai tó to si (dzsújon) va (第悼と死話; Hepburn: Dai tō to shi (jūyon) wa)                             | 2010. november 4.      |
| | |                        |
| 15 | Tizenötödik becsapás Dai tó to icu va (第悼と偽話; Hepburn: Dai tō to itsu wa)                                            | 2010. november 11.     |
| | |                        |
| 16 | Tizenhatodik koponya Dai tó to roku va (第悼と髏苦話; Hepburn: Dai tō to roku wa)                                         | 2010. november 18.     |
| | |                        |
| 17 | Tizenhetedik gyilkos szellem Dai tó to sicsi va (第悼と弑魑話; Hepburn: Dai tō to shichi wa)                              | 2010. november 25.     |
| | |                        |
| 18 | Tizennyolcadik halál Dai tó to ja va (第悼と夜話; Hepburn: Dai tō to ya wa)                                               | 2010. december 2.      |
| | |                        |
| 19 | Tizenkilencedik koporsó Dai tó to kjú va (第悼と柩話; Hepburn: Dai tō to kyū wa)                                          | 2010. december 9.      |
| | |                        |
| 20 | Huszadik gyász Dai futató va (第腐汰悼話; Hepburn: Dai futatō wa)                                                         | 2010. december 16.     |
| | |                        |
| 20,5 | Huszadik gyász és rosszakarat Dai futató to han va (第腐汰悼と犯話; Hepburn: Dai futatō to han wa)                        | 2011. május 25. (OVA)  |
| | |                        |
| 21 | Huszonegyedik mészárlás Dai futató to hito va (第腐汰悼と悲屠話; Hepburn: Dai futatō to hito wa)                          | 2010. december 23.     |
| | |                        |
| 21,5 | Huszonegyedik mészárlás és rosszakarat Dai futató-icsi to han va (第腐汰悼遺血と犯話; Hepburn: Dai futatō-ichi to han wa) | 2011. június 22. (OVA) |
| | |                        |
| 22 | A végső hajsza Szaisú va (蔡蒐話; Hepburn: Saishū wa)                                                                     | 2010. december 30.     |
| | |                        |